# A-GPS

Schéma principu A-GPS

A-GPS (někdy také aGPS, zkratka Assisted GPS nebo Augmented GPS, tj. asistovaná GPS nebo rozšířená GPS) je metoda běžně používaná zejména v mobilních telefonech pro rychlejší určení polohy než pomocí samotného systému GPS.
Zatímco obyčejné navigaci systému GPS spoléhající jen na data poskytovaná umělými družicemi systému GPS trvá příjem informací o efemeridech těchto družic touto cestou až 12,5 minuty, mobilní telefon je získá datovou komunikací se systémem základnových stanic daleko rychleji.
Dalším krokem pro ještě rychlejší a spolehlivější zjištění pozice mohou být hybridní poziční systémy, které v obydlených oblastech umí kombinovat data z GPS (jak přímo z družic, tak získaná přes A-GPS ze základnových stanic) s informacemi například o dostupných přístupových bodech bezdrátové sítě (tzv. WiPS) nebo s postupem zjišťování pozice mobilu na základě informací ohledně dostupných základnových stanic.